# آنا تايلور تايلور
آنا تايلور تايلور (بالإنجليزية: Anna Diggs Taylor)‏‏ (9 ديسمبر 1932 - 4 نوفمبر 2017) هي قاضية، ومحامية من الولايات المتحدة الأمريكية.

## التعليم
تعلمت في جامعة ييل، وكلية ييل للحقوق.